# قوملوجا
کوملوجه (به ترکی استانبولی: Kumluca) شهری است در کشور ترکیه که در استان آنتالیا واقع شده‌است. جمعیت این شهر بر اساس سرشماری سال ۲۰۰۸ میلادی ۳۰٬۰۱۵ نفر و بر اساس برآوردهای سال ۲۰۰۹ میلادی ۲۸٬۴۴۹ نفر می‌باشد.